# Powstanie w Sambii
Powstanie chłopskie w Sambii – antyfeudalna rebelia chłopska, która miała miejsce na terenie Prus Książęcych w 1525 roku. Oprócz chłopów niemieckich brała w nim udział także rdzenna pruska ludność tego kraju.

## Przyczyny powstania
Główną przyczyną powstania, były nasilające się obciążenia feudalne, jakie były udziałem chłopów mieszkających na terenach Prus Książęcych, dawnego państwa krzyżackiego. Wzrost obciążeń był spowodowany ruiną gospodarczą, w jaką popadło państwo zakonne po licznych wojnach z Polską, szczególnie po tej ostatniej, która doprowadziła do likwidacji Zakonu i utworzenia w jego miejsce państwa świeckiego. Władze tego państwa próbowały ratować finanse poprzez zwiększanie obciążeń i pańszczyzny, wywołując tym samym rosnące niezadowolenie. Niezadowolenie zmieniło się w wolę oporu, gdy dotarły do nich wieści o wydarzeniach w Niemczech, gdzie pod wpływem radykalnych haseł reformacyjnych doszło do wielkiego powstania chłopów przeciwko panom feudalnym. Dodatkowym czynnikiem była postawa rdzennej ludności pruskiej, poddawanej polityce germanizacyjnej, która nadal pielęgnowała pamięć powstań pruskich z XIII wieku i która była skłonna do buntów. Należy zaznaczyć jednak, że Prusowie nie czuli nienawiści do swoich sąsiadów, niemieckich chłopów, którzy tak jak oni cierpieli wyzysk i z którymi współpracowali we wspólnej walce.

## Postulaty chłopów
Początki ruchu powstańczego wiążą się ze wsią Kaymen, której mieszkańcy już od początku 1523 roku odmówili płacenia podatków i dziesięciny. Z nielicznych dokumentów, jakie zachowały się do naszych czasów można odtworzyć niektóre ich postulaty. Domagali się wolności osobistej i zniesienia ciężarów na rzecz szlachty. Godzili się jedynie na podatki państwowe. Głosili się sprzymierzeńcami księcia Albrechta, w którego dobrą wolę wierzyli do końca. Nazywali się obrońcami sprawiedliwości, władzy i ewangelii.

## Przebieg powstania
Już w lipcu 1525 roku wieśniacy urządzali na Półwyspie Sambijskim tajne zebrania i dysputy, które wzbudzały nieufność władz. Latem tego roku książę Albrecht wydał chłopom zakaz gromadzenia się po szynkowniach i gospodach oraz zakaz noszenia broni, czym jednak tylko zaognił sytuację.
Sambijskie powstanie rozpoczęło się we wsi Kaymen na wschód od Królewca. Jego przywódcą był miejscowy młynarz o imieniu Kacper, który nocą 1 września rozesłał swoich trzech zaufanych posłańców do okolicznych wsi z wezwaniem dla chłopów, by stawili się na umówione miejsce o północy z 2 na 3 września. Na wezwanie stawiło się blisko cztery tysiące ludzi. Kacper przemówił do nich i w swoim przemówieniu wezwał ich do wypędzenia szlachty. Cytując ewangelię i mówiąc o rzekomym poparciu księcia wyrażał lojalność wobec władzy państwowej. Prusom, którzy nie rozumieli przemówienia po niemiecku, przetłumaczono je na ich język. Z miejsca zbiórki w Kaymen powstańcy pomaszerowali do Labiawy, po drodze dołączyli do nich inni chłopi uzbrojeni w pałki, kosy i widły.
Wzmocniony napływem ochotników oddział zawrócił na południe w kierunku Królewca, jednak powstańcy nie odważyli się atakować miasta. Wysłali jednak list do tamtejszego pospólstwa wzywając je do współdziałania w walce. Listy przejęły władze miejskie, które zwołały pośpieszną naradę. Wysłańców przesłuchano i po krótkim areszcie puszczono wolno. Jednak mieszczanie nie zdecydowali się na dołączenie do powstania. Pertraktacje mieszczan z powstańcami dały administracji książęcej czas na zebranie sił do rozprawy orężnej.
Tymczasem powstanie rozszerzało się na nowe obszary; nowy oddział chłopów ze wsi Schaaken i okolic zjednoczył się z armią Kacpra, a przywódcą całego powstania został wybrany Jan Gericke. Książę Albrecht Hohenzollern, który powrócił do kraju ze swojego pobytu za granicą, nie wysłuchał nawet skargi uciśnionego chłopstwa, nakazał aresztować przybyłych do niego delegatów, a ich bunt potraktował jako zdradę.
30 października 1525 koło wsi Lauthen, armia książęca wsparta posiłkami z Polski, licząca łącznie 540 jeźdźców i dwa tysiące piechoty stanęła naprzeciw uzbrojonych chłopów. Wysłani do powstańców książęcy posłowie wezwali do natychmiastowej kapitulacji, złożenia broni i wydania przywódców. Powstańcy skapitulowali bez walki. Przywódców i najbardziej aktywnych wtrącono do lochów, trzech dla przykładu ścięto na polach Lauthen. Trzy dni później w Królewcu stracono dalszych ośmiu powstańców, potem następowały kolejne egzekucje. Młynarz Kasper został ścięty w rodzinnej wsi Kaymen. Represje dotknęły też współpracujących z chłopami mieszczan i ciągnęły się jeszcze do początków następnego roku.